# ستارگان پاپ

در کشورهای سبز رنگ برنامه ستارگان پاپ اجرا می‌شود

ستارگان پاپ (به انگلیسی: Popstars) نام یکی از برنامه‌های رئالیتی شو بین‌المللی می‌باشد. اولین سری این برنامه در سال ۱۹۹۹ در کشور زلاند نو به تهیه‌کنندگی جاناتان دُلینگ برگزار شد. این برنامه الهام بخش رئالیتی شو پاپ آیدل تهیه شده توسط سیمون فولر بود. با این حساب که این برنامه در در بیش تر کشورها پیشرفت چشم‌گیری کرد، اما به دلیل انتقاد منفی منتقدان تلویزیونی از محبوبیت این برنامه کاسته شد. در تنها کشوری که به نظر می‌رسد این برنامه همواره مورد توجه قرار گرفته، کشور آلمان است. هرچند که موفق‌ترین گروهی که تا به حال توسط این سری برنامه‌ها تشکیل شده، گروه بریتانیایی گرلز الاود می‌باشد.

## کشورهایی که مسابقات ستارگان پاپ را برگزار می‌کنند
آفریقا
- آفریقای جنوبی

آسیا
- هند
- اندونزی
- مالزی
- فیلیپین

اروپا
- اسپانیا
- استرالیا
- اسلوونی
- ایرلند
- ایتالیا
- آلمان
- بریتانیای کبیر
- بلژیک
- پرتقال
- ترکیه
- دانمارک
- روسیه
- رومانیا
- زلاند نو
- سوئد
- سویس
- فرانسه
- فنلاند
- نروژ
- هلند
- یونان

آمریکای شمالی و مرکزی
- ایالات متحده آمریکا
- کانادا
- مکزیک

آمریکای جنوبی
- اکوادور
- آرژانتین
- برزیل
- کلمبیا

## آهنگ‌های برتر
آهنگ‌هایی که در مسابقهٔ جهانی ستارگان پاپ رتبهٔ اول را به دست آوردند، به شرح زیر است:
| هنرمند       | ملیت                | عنوان آهنگ                              | تاریخ       | نام آلبوم                          |
| ------------ | ------------------- | --------------------------------------- | ----------- | ---------------------------------- |
| TrueBliss    | زلاند نو            | Tonigh                                  | مه ۱۹۹۹     | Dream                              |
| Bardot       | استرالیا            | Poison                                  | آوریل ۲۰۰۰  | Bardot                             |
| نه آنجلز     | آلمان               | Daylight in Your Eyes                   | فوریه ۲۰۰۱  | Elle'ments                         |
| نه آنجلز     | آلمان               | There Must Be an Angel                  | اوت         | Elle'ments                         |
| نه آنجلز     | آلمان               | Something About Us                      | مه ۲۰۰۲     | Now...Us!                          |
| نه آنجلز     | آلمان               | No Angel (It's All in Your Mind)        | آوریل ۲۰۰۳  | Pure                               |
| Hear’Say     | بریتانیای کبیر      | Pure and Simple                         | مارس ۲۰۰۱   | Popstars                           |
| Hear’Say     | بریتانیای کبیر      | The Way To Your Love                    | ژوئن ۲۰۰۱   | Popstars                           |
| Scandal'us   | استرالیا            | Me, Myself & I                          | آوریل ۲۰۰۰  | Startin' Somethin                  |
| Bro'Sis      | آلمان               | I Blieve                                | دسامبر ۲۰۰۱ | Never Forget (Where You Come From) |
| Eden's Crush | ایالات متحده آمریکا | Get Over Yourself                       | مارس ۲۰۰۱   | PopStars                           |
| ۶ (عدد)      | ایرلند              | There is A Whole Lot of Loving Going On | فوریه ۲۰۰۲  | This Is It                         |
| Scott Cain   | استرالیا            | I am Moving On                          | مه ۲۰۰۲     | Controlled Folly                   |
| Monrose      | آلمان               | Shame                                   | دسامبر ۲۰۰۶ | Temptation                         |
| Monrose      | آلمان               | Hot Summer                              | ۲۰۰۷        | Strictly Physical                  |
| داریوش کمپل  | بریتانیای کبیر      | ColorBlind                              | ژوئیه ۲۰۰۲  | Dive In                            |
| Men۲B        | هلند                | Bigger Than That                        | دسامبر ۲۰۰۴ | A different way                    |
| Raffish      | هلند                | Play Thing                              | دسامبر ۲۰۰۴ | How Raffish are you?               |
| Rouge        | برزیل               | Ragatanga                               | اکتبر ۲۰۰۲  | Rouge                              |
| گرلز الاود   | بریتانیای کبیر      | Sound Of the UnderGround                | دسامبر ۲۰۰۲ | Sound of the Underground           |
| گرلز الاود   | بریتانیای کبیر      | I'll Stand By You                       | نوامبر ۲۰۰۴ | What Will The Neighbours Say?      |
| گرلز الاود   | بریتانیای کبیر      | Walk This Way                           | مارس ۲۰۰۷   | Comic Relief                       |
| گرلز الاود   | بریتانیای کبیر      | The Promise                             | اکتبر ۲۰۰۸  | Out Of Control                     |